# Pimelodella vittata
Pimelodella vittata is een straalvinnige vissensoort uit de familie van de Heptapteridae. De wetenschappelijke naam van de soort werd als Pseudorhamdia vittatus in 1874 gepubliceerd door Christian Frederik Lütken. Hij nam de naam over uit aantekeningen van Henrik Nikolai Krøyer, die de soort daar onder de naam Pimelodus vittatus noemde. Lütken verzuimde in eerste instantie de soortnaam aan te passen aan het vrouwelijk grammaticaal geslacht van Pseudorhamdia, maar corrigeerde dat een jaar later.